# 羅鎔
羅鎔，字陶庵，贵州贵阳人，清朝政治人物、同進士出身。
光緒十六年清德宗親政庚寅恩科進士，三甲一百五十四名，同年五月，著交吏部掣签，分发各省以知县即用。历官河南長葛、新野、項城縣知縣。